# جوشوا سانتشيز
جوشوا سانتشيز (بالهولندية: Joshua Sanches)‏ هو لاعب كرة قدم هولندي في مركز الوسط، ولد في 8 يوليو 1998 في أمستردام في هولندا. لعب مع سبارتا روتردام.

## وصلات خارجية
- جوشوا سانتشيز على موقع قاعدة بيانات كرة القدم.إي يو (الإنجليزية)
- جوشوا سانتشيز على موقع Soccerbase.com (لاعب) (الإنجليزية)
- جوشوا سانتشيز على موقع Soccerway.com (الإنجليزية)